# Leichtathletik-Weltmeisterschaften 2013/Hammerwurf der Frauen

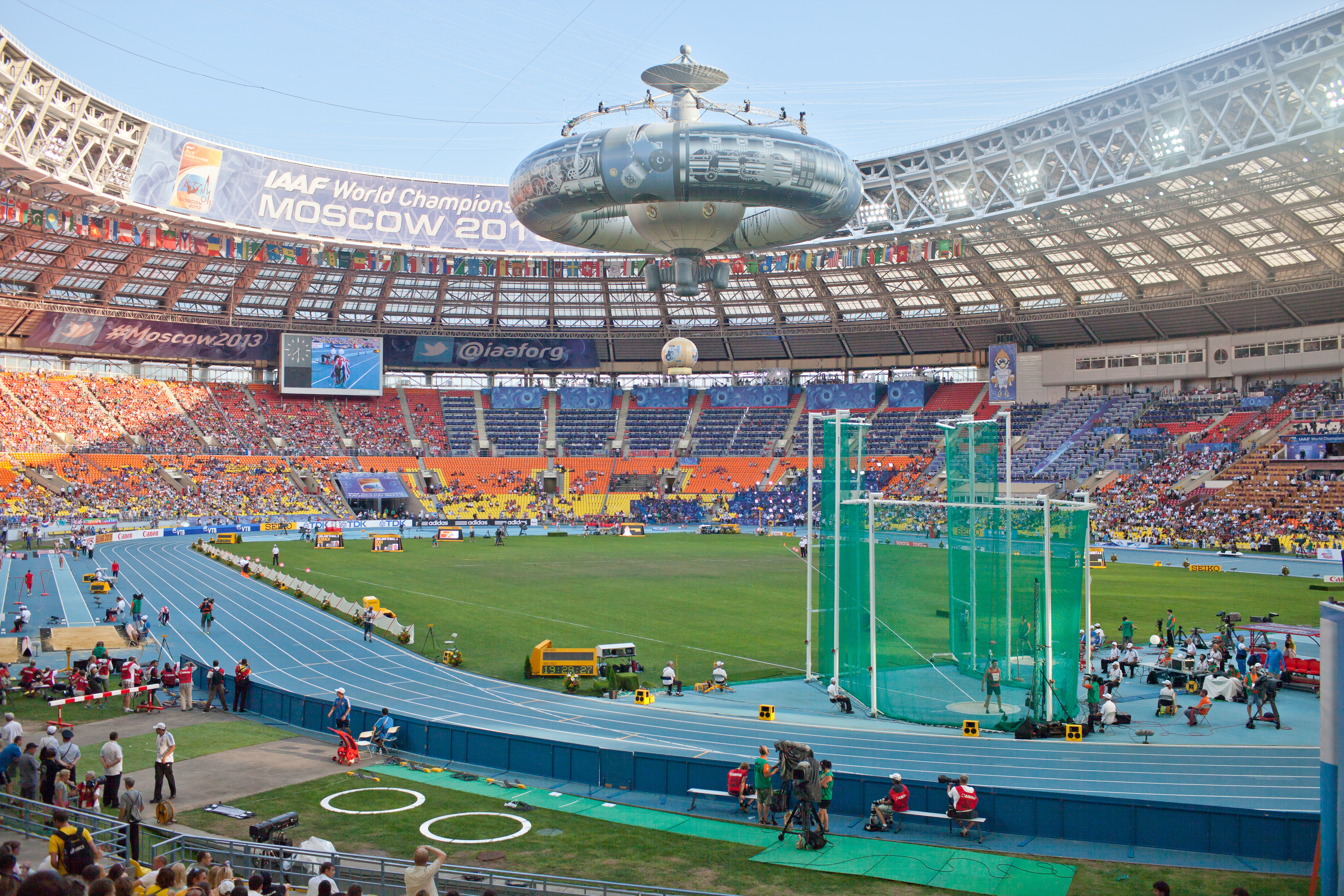
Das Olympiastadion Luschniki während der Weltmeisterschaften

Der Hammerwurf der Frauen bei den Leichtathletik-Weltmeisterschaften 2013 wurde am 14. und 16. August 2013 im Olympiastadion Luschniki der russischen Hauptstadt Moskau ausgetragen.
Die chinesischen Hammerwerferinnen errangen in diesem Wettbewerb mit Silber und Bronze zwei Medaillen.

Zu ihrem zweiten Weltmeistertitel nach 2009 kam die aktuelle Olympiasiegerin, amtierende Europameisterin und Vizeeuropameisterin von 2010 Anita Włodarczyk aus Polen.

Silber gewann die Olympiazweite von 2008, Olympiadritte von 2012 und zweifache WM-Dritte (2007/2011) Zhang Wenxiu. Sie war darüber hinaus 2005 und 2009 jeweils Asienmeisterin.

Bronze ging an die Asienmeisterin von 2013 Wang Zheng.

## Rekorde

### Bestehende Rekorde
| Weltrekord               | 79,42 m | Betty Heidler    | Halle (Saale), Deutschland     | 21. Mai 2011    |
| Weltmeisterschaftsrekord | 77,96 m | Anita Włodarczyk | WM 2009 in Berlin, Deutschland | 22. August 2009 |

### Rekordverbesserung
Die polnische Weltmeisterin Anita Włodarczyk verbesserte ihren eigenen WM-Rekord aus dem Jahr 2009 im Finale am 16. August um fünfzig Zentimeter auf 78,46 m, womit sie gleichzeitig einen neuen Landesrekord aufstellte.

## Doping
In dieser Disziplin waren vier Dopingfälle zu verzeichnen:
- Die ursprüngliche Siegerin Tatjana Lyssenko aus Russland wurde als Mehrfachtäterin durch den Internationalen Sportgerichtshof CAS für acht Jahre gesperrt. Ihr Weltmeistertitel von 2013 wurde ihr aberkannt.[2]
- Die zunächst fünftplatzierte russische Werferin Anna Bulgakowa wurde für zwei Jahre gesperrt, nachdem sie gemeinsam mit vier weiteren betroffenen Sportlern ihren Dopingverstoß zugegeben hatte. Unter anderem ihr hier erzieltes WM-Resultat wurde annulliert.[3]
- Die ursprünglich elftplatzierte Gulfija Chanafejewa, ebenfalls aus Russland, wurde zusammen mit zwei weiteren russischen Leichtathletinnen bei Nachtests zu den Olympischen Spielen 2012 des Dopings überführt. Die Athletin hatte bereits vorher eine Sperre wegen eines Verstoßes aus dem Jahr 2008 hinnehmen müssen. Unter anderem ihr WM-Resultat wurde gestrichen.[4]
- Die in der Qualifikation ausgeschiedene Belarussin Aksana Mjankowa wurde bei Nachuntersuchungen der Dopingproben von den Olympischen Spielen 2012 positiv auf Turinabol und Oxandrolon getestet. Ihr Goldmedaille von 2012 musste sie zurückgeben, auch ihr Resultat von den Weltmeisterschaften 2013 wurde gestrichen.[5]

Bei vier Dopingfällen war eine entsprechend hohe Zahl von benachteiligten Athletinnen die Folge. Im Finale hatten in erster Linie vier Werferinnen unter den Betrugsvorkommnissen zu leiden, in der Qualifikation waren es drei Teilnehmerinnen. Unter Zugrundelegung der erzielten Resultate waren dies folgende Wettbewerberinnen.
- Benachteiligungen im Medaillenbereich:
  - Anita Włodarczyk, Polen – Sie wurde erst mit langer Verspätung als Weltmeisterin anerkannt.
  - Wang Zheng, Volksrepublik China – Sie erhielt ihre Bronzemedaille erst lange nach Abschluss dieser Weltmeisterschaften und konnte nicht an der Siegerehrung teilnehmen.
- Folgenden zwei Werferinnen hätten im Finale der besten Acht drei weitere Versuche zugestanden:
  - Jeneva McCall, USA – nach dem Vorkampf im Finale auf Rang sieben
  - Amanda Bingson, USA – nach dem Vorkampf im Finale auf Rang acht
- Folgenden drei Athletinnen blieb die aufgrund ihrer in der Qualifikation erzielten Resultate zustehende Finalteilnahme verwehrt:
  - Amber Campbell, USA – Gesamtzehnte aus beiden Qualifikationsgruppen
  - Liu Tingting, Volksrepublik China – Gesamtelfte aus beiden Qualifikationsgruppen
  - Rosa Rodríguez, Venezuela – Gesamtzwölfte aus beiden Qualifikationsgruppen

## Legende
Kurze Übersicht zur Bedeutung der Symbolik – so üblicherweise auch in sonstigen Veröffentlichungen verwendet:
| – | verzichtet |
| x | ungültig   |

## Qualifikation
26 Teilnehmerinnen traten in zwei Gruppen zur Qualifikationsrunde an. Die Qualifikationsweite für den direkten Finaleinzug betrug 73,00 m. Sechs Athletinnen übertrafen diese Marke (hellblau unterlegt). Das Finalfeld wurde mit den sechs nächstplatzierten Sportlerinnen auf zwölf Werferinnen aufgefüllt (hellgrün unterlegt). So mussten schließlich 70,47 m für die Finalteilnahme erbracht werden.

### Gruppe A
14. August 2013, 9:30 Uhr
| Platz | Name              | Nation              | Resultat (m) | 1. Versuch (m) | 2. Versuch (m) | 3. Versuch (m) | Anmerkung                              |
| 1     | Zhang Wenxiu      | Volksrepublik China | 75,15        | 71,99          | 75,15          | –              |                                        |
| 2     | Éva Orbán         | Ungarn              | 70,62        | x              | 69,45          | 70,62          |                                        |
| 3     | Jeneva McCall     | USA                 | 70,47        | 70,47          | x              | 69,14          |                                        |
| 4     | Rosa Rodríguez    | Venezuela           | 69,35        | 67,48          | 69,35          | x              | eigentlich für das Finale qualifiziert |
| 5     | Sultana Frizell   | Kanada              | 69,06        | 67,86          | 69,06          | 68,77          |                                        |
| 6     | Jennifer Dahlgren | Argentinien         | 68,90        | 67,63          | 66,86          | 68,90          |                                        |
| 7     | Betty Heidler     | Deutschland         | 68,83        | 68,83          | 66,41          | x              |                                        |
| 8     | Martina Hrašnová  | Slowakei            | 68,00        | x              | x              | 68,00          |                                        |
| 9     | Tereza Králová    | Tschechien          | 64,74        | 63,68          | x              | 64,74          |                                        |
| 10    | Barbara Špiler    | Slowenien           | 64,58        | x              | x              | 64,58          |                                        |
| DOP   | Anna Bulgakowa    | Russland            | 74,83        | 68,86          | 74,83          | –              | für das Finale zugelassen              |
| DOP   | Tatjana Lyssenko  | Russland            | 74,60        | x              | 74,60          | –              | für das Finale zugelassen              |
| DNS   | Iryna Sekatschowa | Ukraine             |              |                |                |                |                                        |

In Gruppe A ausgeschiedene Hammerwerferinnen:

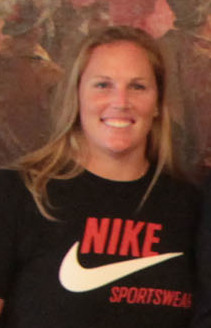
Jennifer Dahlgren Rang sechs mit 68,90 m
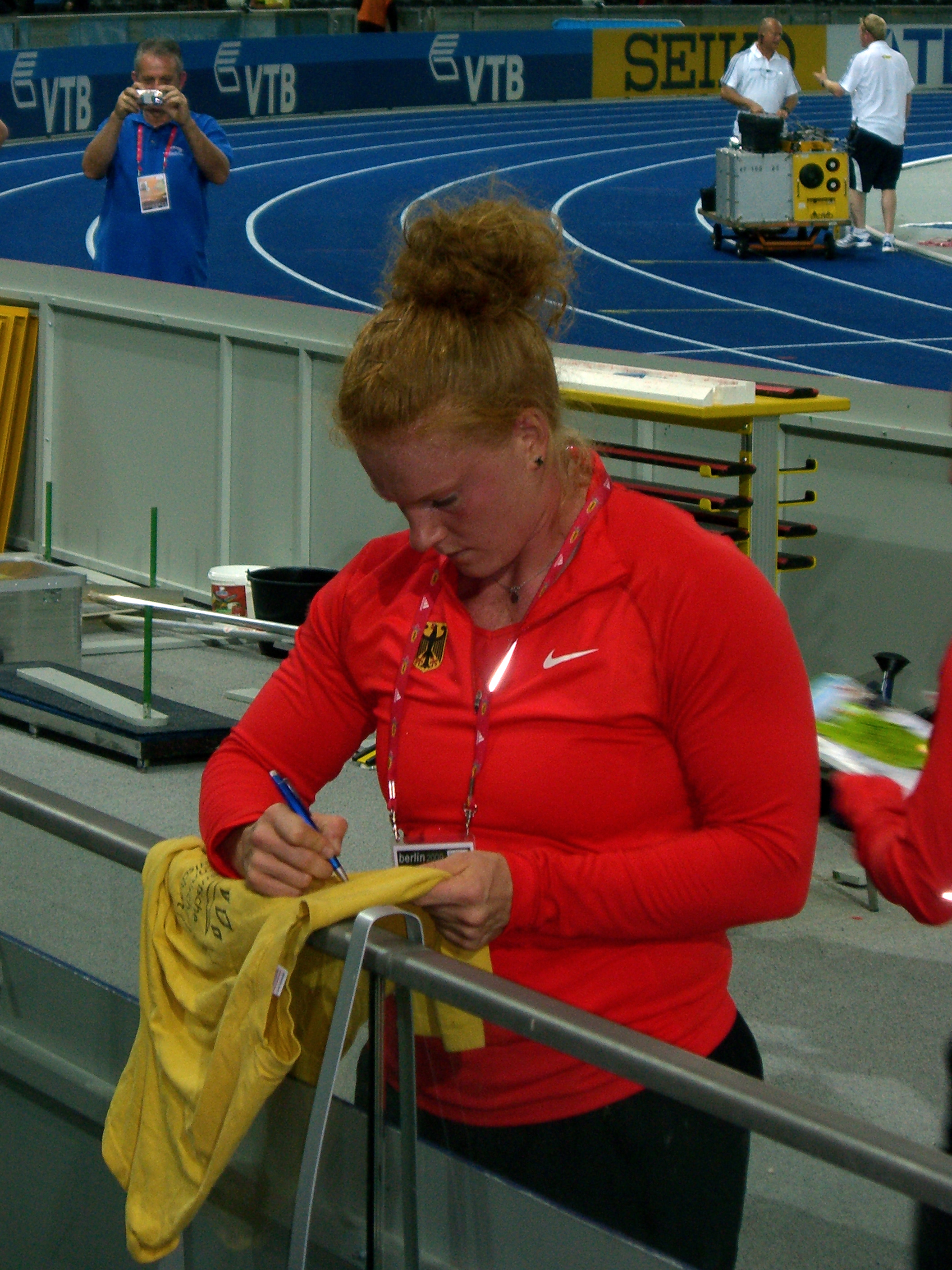
Weltrekordinhaberin Betty Heidler, unter anderem Weltmeisterin von 2007 und Olympiazweite von 2012 – Rang sieben mit 68,83 m
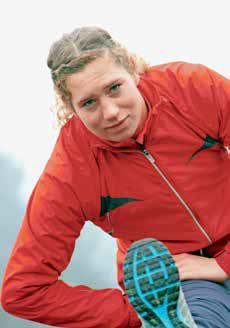
Barbara Špiler Rang zehn mit 64,58 m

### Gruppe B
14. August 2013, 11:10 Uhr
| Platz | Name                | Nation              | Resultat (m) | 1. Versuch (m) | 2. Versuch (m) | 3. Versuch (m) | Anmerkung                              |
| 1     | Anita Włodarczyk    | Polen               | 76,18        | x              | 76,18          | –              |                                        |
| 2     | Oxana Kondratjewa   | Russland            | 73,89        | 73,89          | –              | –              |                                        |
| 3     | Wang Zheng          | Volksrepublik China | 73,17        | 71,33          | 73,17          | –              |                                        |
| 4     | Amanda Bingson      | USA                 | 71,90        | 71,90          | x              | x              |                                        |
| 5     | Yipsi Moreno        | Kuba                | 71,69        | 71,69          | x              | x              |                                        |
| 6     | Bianca Perie        | Rumänien            | 71,32        | 70,19          | 69,58          | 71,32          |                                        |
| 7     | Amber Campbell      | USA                 | 69,86        | 69,86          | 66,92          | 67,40          | eigentlich für das Finale qualifiziert |
| 8     | Liu Tingting        | Volksrepublik China | 69,68        | 69,07          | x              | 69,68          | eigentlich für das Finale qualifiziert |
| 9     | Sophie Hitchon      | Großbritannien      | 68,56        | 68,56          | 67,62          | 65,86          |                                        |
| 10    | Kathrin Klaas       | Deutschland         | 68,34        | x              | 66,93          | 68,34          |                                        |
| 11    | Amy Sène            | Senegal             | 65,58        | x              | 64,96          | 65,58          |                                        |
| 12    | Tracey Andersson    | Schweden            | 61,37        | x              | 61,37          | x              |                                        |
| DOP   | Gulfija Chanafejewa | Russland            | 72,47        | 69,67          | 69,62          | 72,47          | für das Finale zugelassen              |
| DOP   | Aksana Mjankowa     | Belarus             | 66,65        | 62,19          | 66,65          | x              |                                        |

In Gruppe B ausgeschiedene Hammerwerferinnen:

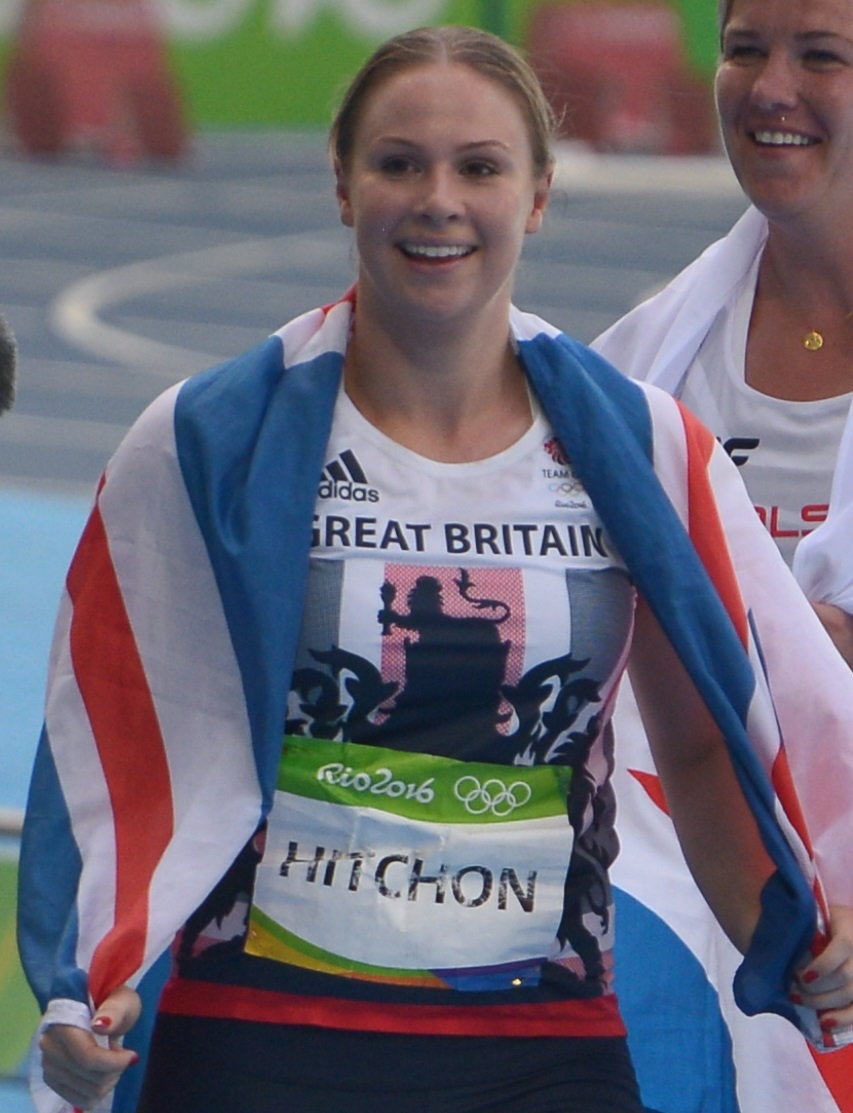
Sophie Hitchon Rang neun mit 68,56 m
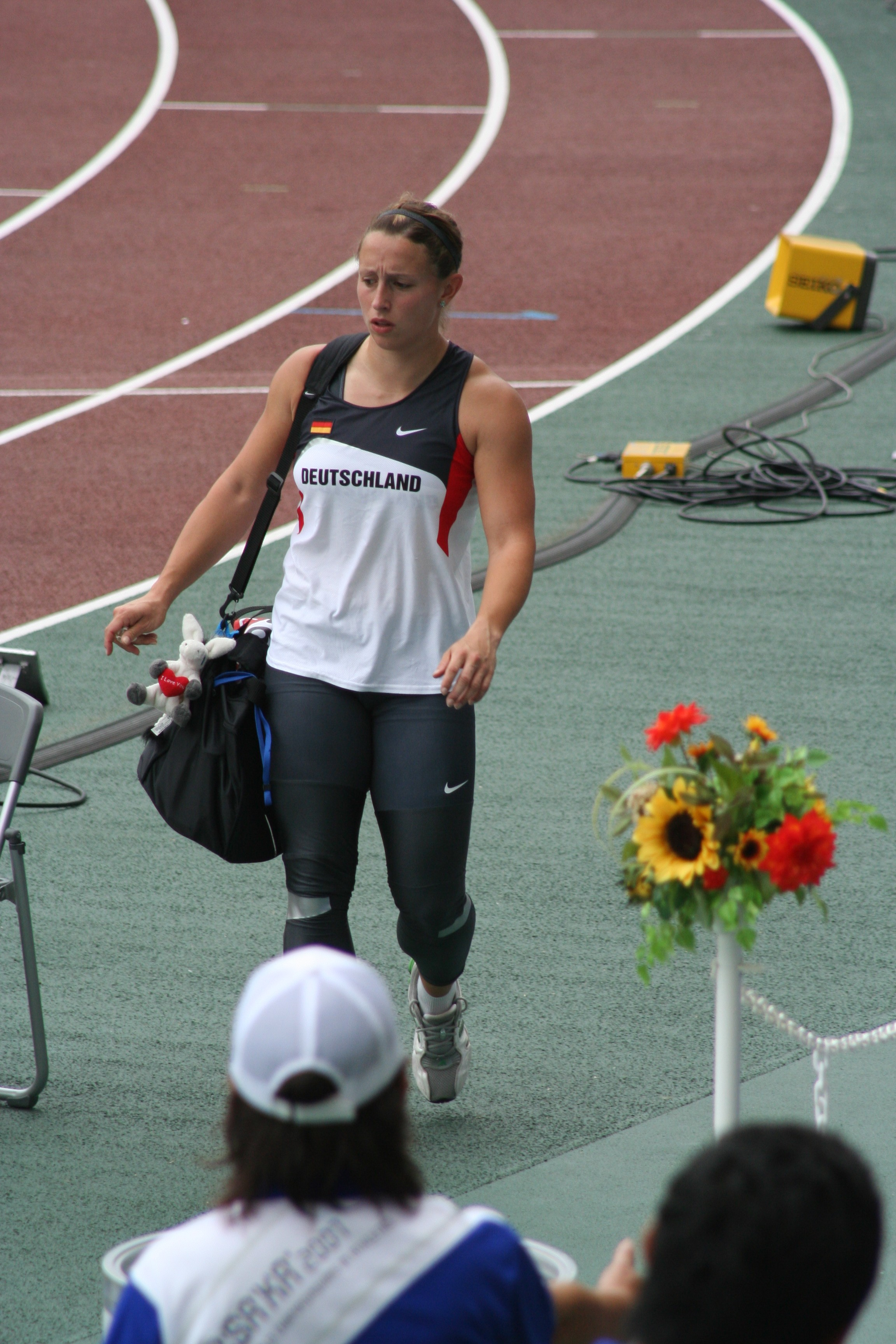
Kathrin Klaas Rang zehn mit 68,34 m
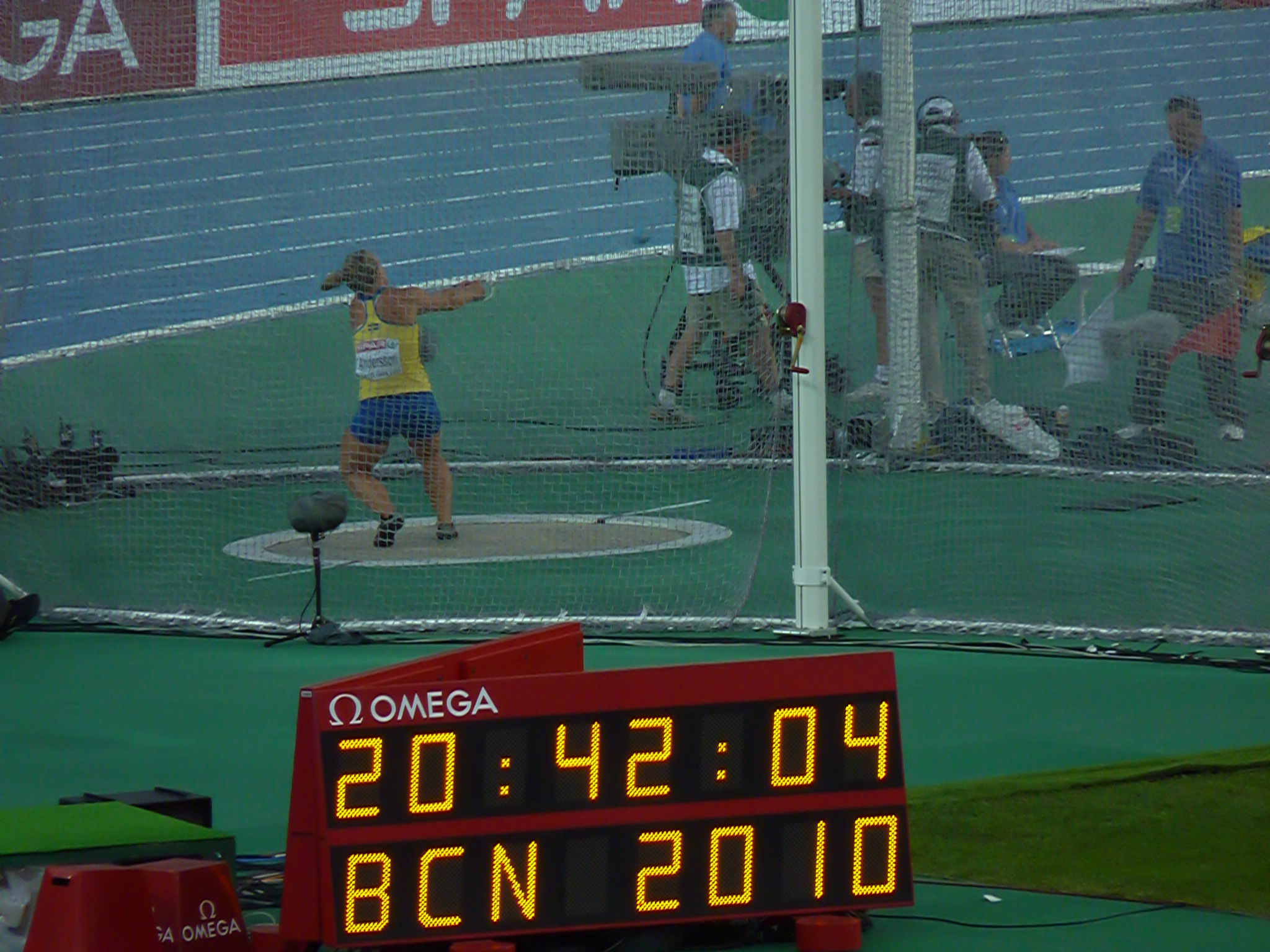
Tracey Andersson Rang zwölf mit 61,37 m
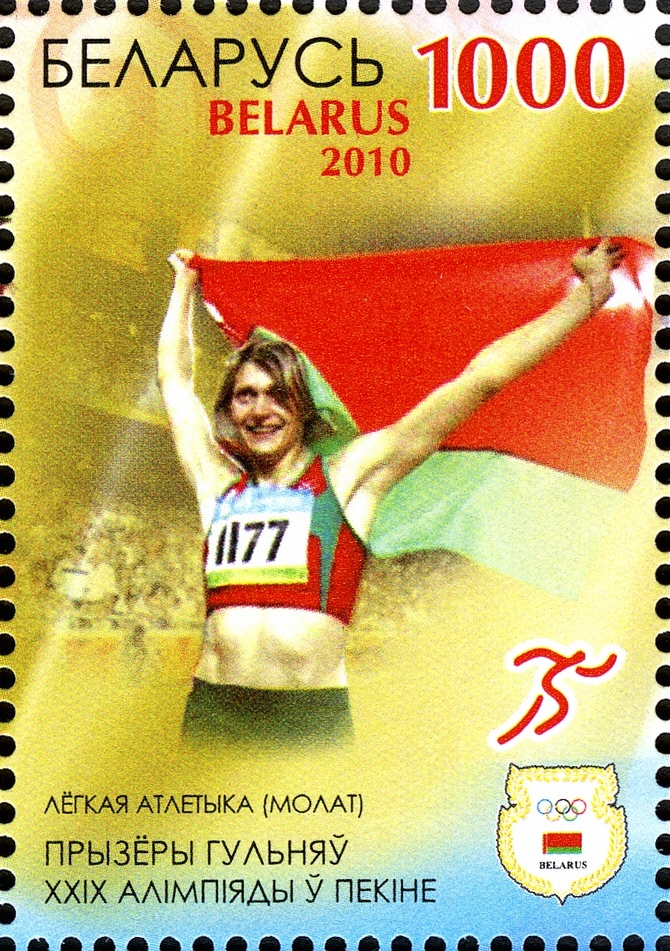
Aksana Mjankowa trotz Dopings mit 66,65 m ausgeschieden

## Finale
16. August 2013, 19:00 Uhr
| Platz | Name                | Nation              | Resultat (m) | 1. Versuch (m) | 2. Versuch (m) | 3. Versuch (m) | 4. Versuch (m)                                | 5. Versuch (m)                                | 6. Versuch (m)                                |
| 1     | Anita Włodarczyk    | Polen               | 78,46 NR     | 70,75          | 74,21          | 77,79          | 78,46                                         | 72,85                                         | 71,39                                         |
| 2     | Zhang Wenxiu        | Volksrepublik China | 75,58        | 74,62          | 73,60          | 75,08          | 75,58                                         | 72,70                                         | x                                             |
| 3     | Wang Zheng          | Volksrepublik China | 74,90        | 68,46          | 74,90          | x              | 73,94                                         | x                                             | 72,35                                         |
| 4     | Yipsi Moreno        | Kuba                | 74,16        | 68,96          | 74,16          | 71,06          | x                                             | x                                             | 72,68                                         |
| 5     | Oxana Kondratjewa   | Russland            | 72,76        | 71,46          | 72,76          | 71,21          | 68,80                                         | x                                             | 68,61                                         |
| 6     | Éva Orbán           | Ungarn              | 72,70        | 67,17          | 72,70          | 70,18          | 70,57                                         | x                                             | 67,39                                         |
| 7     | Jeneva McCall       | USA                 | 72,65        | 72,33          | 72,61          | 72,65          | eigentlich zu drei weiteren Würfen berechtigt | eigentlich zu drei weiteren Würfen berechtigt | eigentlich zu drei weiteren Würfen berechtigt |
| 8     | Amanda Bingson      | USA                 | 72,56        | x              | 72,56          | x              | eigentlich zu drei weiteren Würfen berechtigt | eigentlich zu drei weiteren Würfen berechtigt | eigentlich zu drei weiteren Würfen berechtigt |
| 9     | Bianca Perie        | Rumänien            | 71,25        | 71,15          | 70,40          | 71,25          | nicht im Finale der besten acht Werferinnen   | nicht im Finale der besten acht Werferinnen   | nicht im Finale der besten acht Werferinnen   |
| DOP   | Tatjana Lyssenko    | Russland            | 78,80        | 77,58          | 77,33          | 76,34          | 78,80                                         | 76,90                                         | 74,49                                         |
| DOP   | Anna Bulgakowa      | Russland            | 74,64        | x              | 72,69          | 74,64          | 72,80                                         | x                                             | 73,33                                         |
| DOP   | Gulfija Chanafejewa | Russland            | 71,07        | 71,07          | 69,52          | 69,00          | nicht im Finale der besten acht Werferinnen   | nicht im Finale der besten acht Werferinnen   | nicht im Finale der besten acht Werferinnen   |

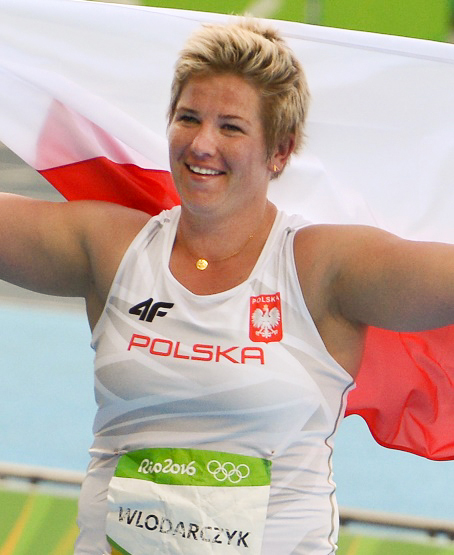
Die aktuelle Olympiasiegerin Anita Włodarczyk errang ihren zweiten WM-Titel nach 2009 – ihre Siegesserie sollte sich noch fortsetzen
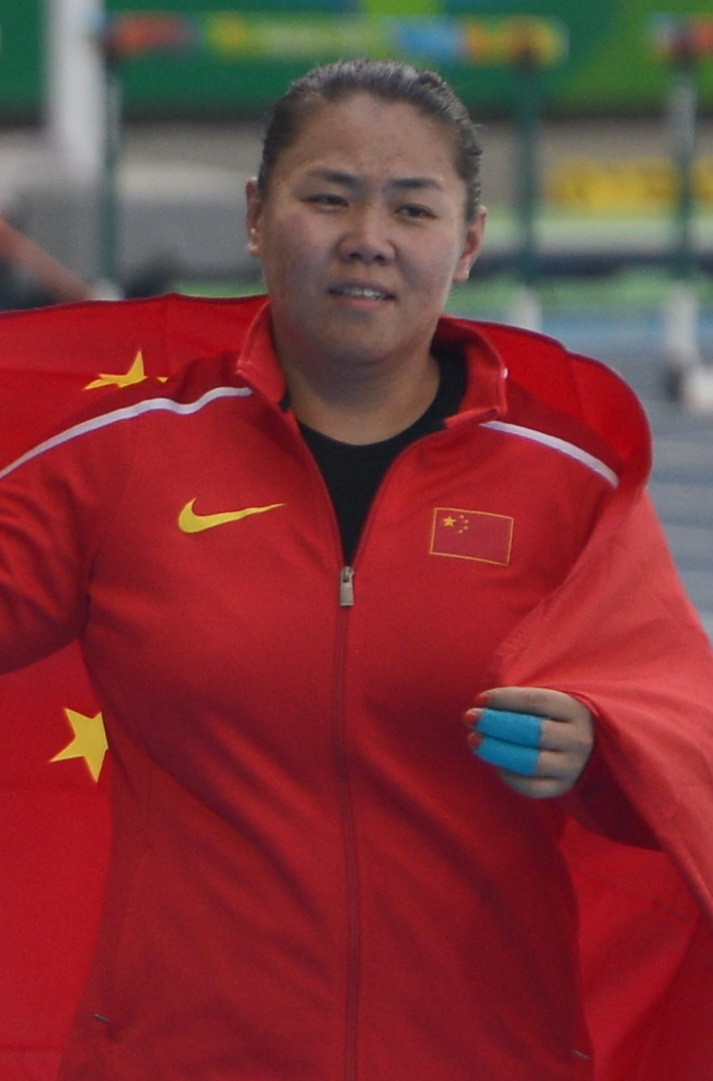
Die Olympiazweite von 2008 und Olympiadritte von 2012 Zhang Wenxiu kam nach zweimal WM-Bonze (2007/2011) nun zu Silber
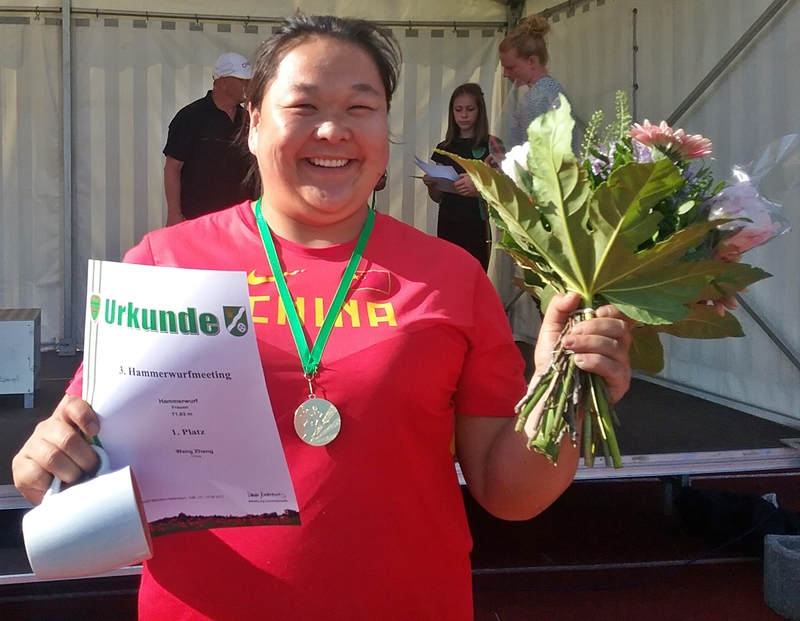
Bronzemedaillengewinnerin Wang Zheng
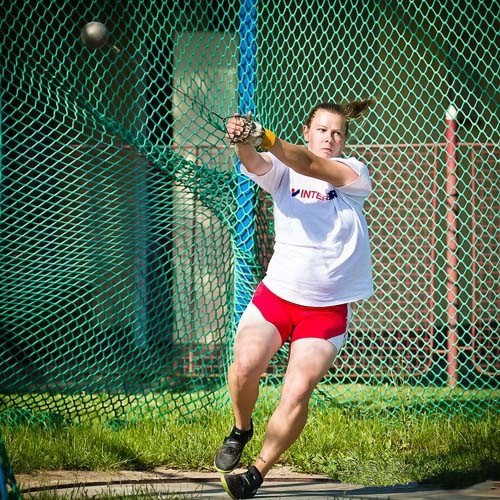
Éva Orbán belegte Rang sechs
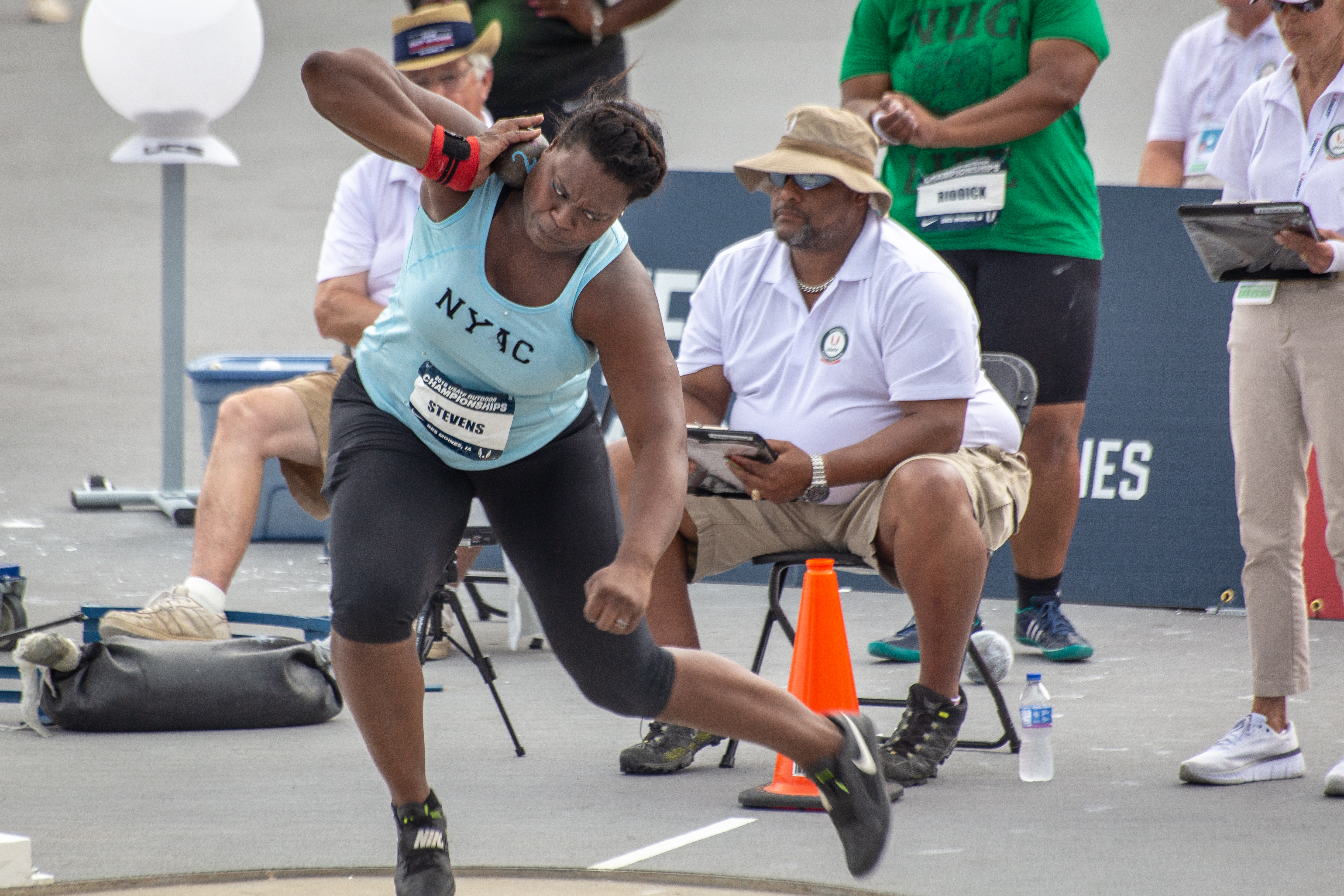
Der siebtplatzierten Jeneva McCall, spätere Jeneva Stevens (hier als Kugelstoßerin), wurden im Finale drei Versuche vorenthalten
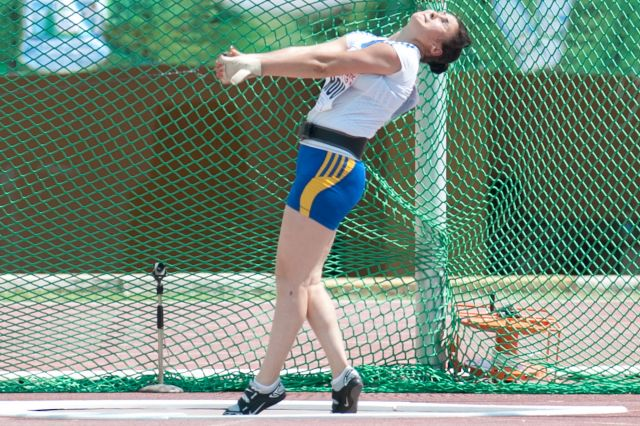
Bianca Perie, spätere Bianca Ghelber, kam auf den neunten Platz

## Video
- Moscow 2013 - Hammer Throw Women - Final, youtube.com, abgerufen am 7. Februar 2021